# Médaille Martin Warnke
Pour les articles homonymes, voir Warnke.
La médaille Martin Warnke est un prix triennal offert par la fondation Aby Warburg et l'université de Hambourg depuis 2005.
Institué à l'occasion du départ à la retraite et de l'accession à l'éméritat du professeur Martin Warnke, il récompense des personnalités pour leurs réalisations scientifiques dans le domaine des études culturelles. 

## Récipiendaires
- 2005 : Wolfgang Schivelbusch
- 2008 : Christoph Asendorf
- 2014 : Michael Hagner
- 2017 : Elisabeth Bronfen